# 莱克西
莱克西（法語：Lexy，法語發音：[lɛksi]）是法国默尔特-摩泽尔省的一个市镇，位于该省北部，属于布里埃区。

## 地理
莱克西（49°30'4"N, 5°43'56"E）面积5.99 平方千米，位于法国大東部大區默尔特-摩泽尔省，该省份为法国东北部内陆省份，是洛林的一部分，北邻比利时、卢森堡，北起顺时针与摩泽尔省、下莱茵省、孚日省和默兹省接壤。
与莱克西接壤的市镇（或旧市镇、城区）包括：孔拉格朗维尔、科讷和罗曼、屈特里、隆维、雷翁、维莱拉谢夫尔。

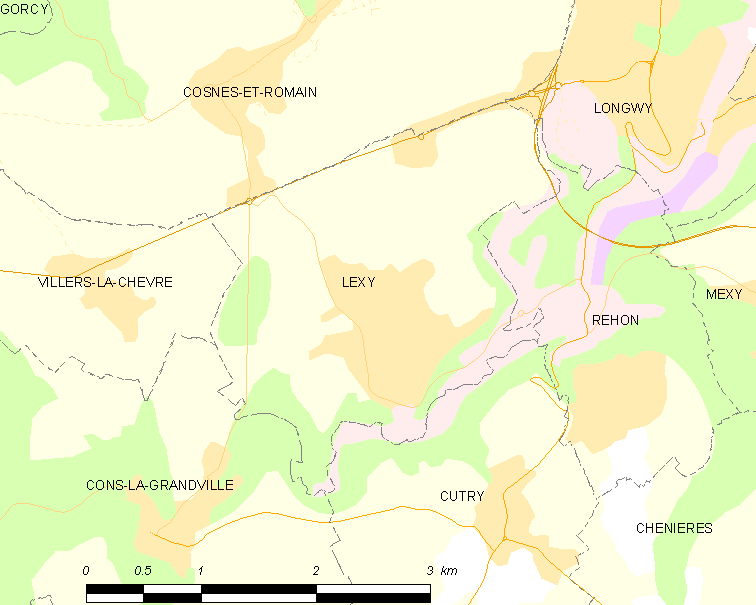
莱克西的OSM定位图

莱克西的时区为UTC+01:00、UTC+02:00（夏令时）。

## 行政
莱克西的邮政编码为54720，INSEE市镇编码为54314。

## 政治
莱克西所属的省级选区为隆维县。

## 人口

1962-2008年间莱克西人口变化图示

莱克西于2022年1月1日时的人口数量为3902人。